# Direction of the Heart
Direction of the Heart är det nittonde studioalbumet av det skotska rockbandet Simple Minds som släpptes den 21 oktober 2022 av BMG. 
Låten The Walls Came Down är en cover, där originalet gjordes av det amerikanska rockbandet The Call 1983.

## Låtlista
1. Vision Thing
2. First You Jump
3. Human Traffic
4. Who Killed Truth?
5. Solstice Kiss
6. Act of Love
7. Natural
8. Planet Zero
9. The Walls Came Down
10. Direction of the Heart (Taormina 2022) [extraspår på digital och deluxe utgåvan]
11. Wondertimes [extraspår på digital och deluxe utgåvan] [2]

## Musiker
- Jim Kerr: sång
- Charles Burchill: gitarr, keyboards, programmering
- Ged Grimes: bas, programmering på (2, 5, 11)
- Russell Mael: sång på (3)
- Cherisse Osei: trummor på (1, 7, 9)
- Sarah Brown: kör på (4, 5, 7, 8, 10)
- Andy Wright, Gavin Goldberg: programmering [3]